# Sedžong (město)
Speciální autonomní město Sedžong (korejsky 세종특별자치시; 世宗特別自治市; Sejong) je město v Jižní Koreji, které je de facto druhé hlavní město státu (po Soulu). V roce 2007 byl jihokorejskou vládou vytvořen jeho distrikt ze sousedních provincií Jižní Čchungčchong a Severní Čchungčchong a jako jedinému městu v Jižní Koreji mu byl udělen status Speciálního autonomního města. V rámci plánu bylo do Sedžongu přesunuto devět ministerstev a čtyři úřady. S úplným přesunutím všech úřadů ze Soulu se však prozatím nepočítá.

## Název
Město bylo pojmenováno na počest krále Sedžonga Velikého, který nechal vytvořit korejskou národní abecedu, hangul. Předtím zněl název okresu Jongi (연기).

## Historie
Plán na vytvoření města vznikl v roce 2004 poté, co selhal plán prezidenta Ro Mu-hjona přemístit hlavní město taktéž do oblasti Čchungčchong; tento plán předpokládal umístění města buď v oblasti mezi Jongi-Kongdžu nebo mezi Kongdžu-Nonsanem.
Plány na přesun hlavního města způsobily rozepře v jihokorejském parlamentu, Sedžong měl být původně hlavním městem, ale Nejvyšší soud to prohlásil za nezákonné.
V roce 2012 byl vytvořen distrikt skládající se z celého okresu Jongi, tří obcí Kongdžu a jedné obce okresu Čchongwon.
V roce 2013 Putrajaya — taktéž nově budované hlavní město Malajsie — navázalo styky se Sedžongem.

## Geografie
Sedžong se nachází přímo mezi třemi velkými jihokorejskými městy: Tedžonem, Čchonanem a Čchongdžu. Nachází se asi 120 km jižně od Soulu.
V roce 2012 byla větší část města stále ve výstavbě. Rezidenční čtvrť měla několik výškových budov, šest škol, obchod a pár restaurací a byla oddělena od čtvrti vyhrazené pro úřady, která byla rozestavěná. K roku 2012 Sedžong neměl žádnou nemocnici ani muzeum.

## Obyvatelstvo
V roce 2013 mělo město asi 122 000 obyvatel. Podle plánu by město mělo mít v roce 2020 200 000 obyvatel a v roce 2030 500 000 obyvatel.

## Úřady a infrastruktura
Jihokorejská vláda plánuje do Sedžongu přesunout dalších 36 úřadů. Ve městě se nachází vládní komplex, jehož rozloha činí 213 000 m² a má 7 poschodí. Komplex byl dokončen 16. listopadu 2013. Ceremonie při příležitosti přesunu mnoha úřadů a ministerstev do komplexu se uskutečnila 23. prosince 2013.